# Фёрнихоу, Брайан
Брайан Джон Питер Фёрнихоу (англ. Brian John Peter Ferneyhough, род. 16 января 1943, Ковентри) — английский композитор и педагог. Представитель и лидер академического музыкального направления новая сложность (new complexity).

## Биография и творчество
Учился в Бирмингемской музыкальной школе (1961—1963) и Королевской академии музыки в Лондоне (1966—1967). В 1968 году получил премию Мендельсона, что дало возможность продолжить учёбу в Амстердаме (Тон де Лейв) и Базеле (Клаус Хубер). Позднее преподавал во Фрайбурге, Милане, Гааге, Сан-Диего, Станфорде. Активный участник Дармштадтских летних курсов Новой музыки.
Музыка Фёрнихоу принадлежит к направлению так называемой новой сложности. Его сочинения, требующие крайней ответственности от исполнителей, входят в репертуар крупнейших современных ансамблей и исполнителей (Квартет Ардитти, Пьер-Ив Арто и др.).
Опера «Тёмное время» по либретто Чарльза Бернстайна посвящена жизни и гибели Вальтера Беньямина, её премьера с успехом прошла в 2004 году в Мюнхене.

## Музыкальные сочинения
- Четыре миниатюры для флейты и фортепиано (1965)
- Колоратура (Coloratura) для гобоя и фортепиано (1966)
- Эпиграммы (Epigrams) для фортепиано (1966)
- Соната для двух фортепиано (1966)
- Prometheus (1966—1967)
- Сонаты для струнного квартета (1967)
- Эпицикл (Epicycle) для двадцати струнных (1968)
- Missa brevis для двадцати голосов (1969)
- Похороны I и II (Funérailles I and II) для ансамбля (1969—1980)
- Песнь грёз Кассандры (Cassandra’s Dream Song) для флейты соло (1970)
- Семь звёзд (Sieben Sterne) для органа (1970)
- Огненный цикл Бета (Firecycle Beta for) Two Pianos and Orchestra with amplification for chamber groups (1969—1971)
- Этюды времени и движения I (Time and Motion Study I) для бас-кларнета соло (1971—1977)
- Этюды времени и движения II (Time and Motion Study II) для виолончели и электроники (1973—1976)
- Оболочка единства (Unity Capsule) для флейты соло (1973—1976)
- Второй струнный квартет (1979—1980)
- Lemma-Icon-Epigram для фортепиано (1981)
- Надпись (Superscriptio) для флейты (1981)
- Фантазии на тему темниц I (Carceri d’Invenzione I) для камерного ансамбля из 16-ти исполнителей (1982)
- Трансцендентные этюды/Интермедия II (Etudes Transcendantales/Intermedio II) для меццо-сопрано и камерного ансамбля (1982—1985)
- Adagissimo для струнного квартета (1983)
- Фантазии на тему темниц IIb (Carceri d’Invenzione IIb) для флейты соло (1984)
- Фантазии на тему темниц II (Carceri d’Invenzione II) для флейты и оркестра (1985)
- Фантазии на тему темниц III (Carceri d’Invenzione III) для ансамбля (1986)
- Мнемозина (Mnemosyne 7) для басовой флейты и магнитофонной ленты (1986)
- Интермедия в духе Чаконы (Intermedio alla Ciacconaдля скрипки соло (1986)
- Короткие тени II (Kurze Schatten II) для гитары соло (1983—1989)
- Падение Икара (La chute d’Icare) для кларнета и камерного оркестра (1988)
- Триптих для Гертруды Штайн (Trittico per G.S.) для контрабаса соло (1989)
- Третий струнный квартет (1989—1990)
- Четвёртый струнный квартет для струнного квартета и сопрано (1989—1990, на тексты Эзры Паунда)
- Костяной алфавит (Bone Alphabet) для ударных (1991)
- Территория (Terrain) для скрипки и камерного ансамбля (1991—1992)
- On Stellar Magnitudes для меццо-сопрано и ансамбля (1994)
- Струнное трио (1995)
- Алгебра (Allgebrah) для ансамбля (1996—1997)
- Incipits для альта соло и ансамбля (1996)
- Flurries для ансамбля (1997)
- Opus Contra Naturam три пьесы для фортепиано (1998—1999)
- Невидимые краски (Unsichtbare Farben) для скрипки соло (1999)
- In Nomine à 3 для флейты-пикколо, гобоя и кларнета (2001)
- Two Marian Motets для 2-х сопрано соло и хора (1966/2002)
- Les Froissements des Ailes de Gabriel для гитары и камерного ансамбля (2003)
- no time (at all) для двух гитар (2004)
- Тёмное время (Shadowtime) опера (2004)
- O Lux для десяти инструментов (2005)
- Пятый струнный квартет (2003—2006)
- Dum Transisset для струнного квартета (2006)
- Внезапность (Plötzlichkeit) для сопрано, меццо-сопрано, альта и большого оркестра (2006)
- Exordium для струнного квартета (2008)
- Chronos — Aion для ансамбля (2008)
- Шестой струнный квартет (2010)
- Liber Scintillarum для шести инструментов (2012)
- Silentium для струнного квартета (2014)

## Статьи о музыке
- The Collected Writings of Brian Ferneyhough/ James Boros, Richard Toop, eds. Amsterdam: Harwood Academic Publishers, 1995

## Признание
Премия «Гаудеамус» (1968—1970), премия Кусевицкого (1978), Премия Эрнста Сименса (2007) и др. Кавалер французского Ордена искусств и литературы, член Берлинской художественной академии (1996).